# Edward Higgins
George Edward Higgins (* 13. November 1930 in Gaffney, Kalifornien; † 4. März 2006) war ein US-amerikanischer Bildhauer. Er galt als ein bedeutender Vertreter der abstrakten Bildhauerei.

## Leben und Werk
Edward George Higgins machte im Jahr 1954 seinen Bachelor of Arts degree an der University of North Carolina. Er war spezialisiert auf abstrakte Skulpturen aus geschweißtem Stahl.
Seine erste Einzelausstellung hatte Higgins 1960 in der Leo Castelli-Gallery in New York City; 1963 und 1966 stellte Higgins dort erneut aus. Eine weitere wichtige Einzelausstellung seiner Arbeiten fand 1964 im Minneapolis Institute of Arts statt.
Andere wichtige Ausstellungen seiner Skulpturen fanden 1963 im Museum of Modern Art und später im Guggenheim Museum, 1966 im Whitney Museum of American Art und im Dallas Museum of Art statt. Higgins nahm auch an den Ausstellungen zur New York World’s Fair 1964 bis 1965 teil. Im Jahr 1968 wurden fünf seiner geschweißten Stahlskulpturen auf der 4. documenta in Kassel gezeigt.
Higgins war Lehrer für Bildhauerei an der Parsons The New School for Design, er unterrichtete an der Philadelphia Music School, an der Cornell University, an der University of Wisconsin und der University of Kentucky.
Er lebte und arbeitete in Easton, Pennsylvania.